# Pistolet-mitrailleur Nambu type 2
 (avril 2024).
Le pistolet-mitrailleur Nambu type 2 (試製二型機関短銃, Shisei-ni-gata kikan-tanjū) est un pistolet-mitrailleur japonaise datant de la Seconde Guerre mondiale.

## Historique
L'arme fut conçue en 1935 par le célèbre concepteur d'armes japonais Kijirō Nambu, un général ayant notamment conçu le pistolet mitrailleur Type 100 ainsi que les pistolets Type 14 et Type 94 ; ces trois armes utilisant toutes la même munition : le 8 mm Nambu.
Il fut principalement utilisé à partir de 1944 dans l'Amée impériale.
Son utilisation resta cependant limitée à une centaine d'armes, les troupes de l'empire du Japon utilisant principalement des types 100. 
La production cessa totalement après la défaite du pays fin 1945.

## Culture populaire
Cette arme rare apparaît dans le jeu vidéo Call of Duty: WWII. Elle n'a cependant rien à voir avec le pistolet mitrailleur éponyme de Call of Duty: Infinite Warfare.
Elle apparaît aussi dans les jeux vidéos Battlefield et Enlisted.